# Kościół św. Piotra in Montorio
Kościół św. Piotra in Montorio (wł. Chiesa di San Pietro in Montorio) − katolicki kościół w Rzymie na Zatybrzu, od 1587 tytularny kościół kardynalski, ustanowiony przez papieża Sykstusa V.
Świątynia ta jest kościołem rektoralnym parafii Najświętszej Maryi Panny na Zatybrzu oraz kościołem tytularnym.
Kościół San Pietro in Montorio jest kościołem tytularnym amerykańskiego kardynała Jamesa Stafforda.

## Lokalizacja
Kościół znajduje się w XIII Rione Rzymu – Zatybrze (Trastevere) przy Piazza S. Pietro in Montorio 2.

## Historia
Źródła potwierdzają istnienie w IX w. klasztoru na miejscu ukrzyżowania św. Piotra Apostoła (beati Petri quod vocatur ad Ianuculum). Klasztor znajdował się w rękach kolejno: benedyktynów, celestynów, mnichów ambrozjańskich i mniszek benedyktynek. W XV w. ruiny klasztoru i kościoła zostały ofiarowane przez papieża Sykstusa IV amadeitom. Założyciel amadeitów bł. Amadeusz de Silva był spowiednikiem Sykstusa IV. Fundatorami klasztoru byli Ferdynand Aragoński i Izabela I Kastylijska.

## Architektura i sztuka
Kościół św. Piotra in Montorio jest świątynią jednonawową z dziesięcioma symetrycznie usytuowanymi kaplicami bocznymi, po pięć z każdej strony nawy. Na przylegającym do kościoła wirydarzu znajduje się wolnostojąca kaplica Tempietto Bramantego z 1502.
Wnętrze świątyni zdobią dzieła mistrzów szesnasto- i siedemnastowiecznych:
- W pierwszej kaplicy po prawej stronie znajdują się dwa dzieła Sebastiano del Piombo: Ubiczowanie Chrystusa i Przemienienie. Autorem szkiców postaci, które znalazły się na obrazie Ubiczowanie Chrystusa, był Michelangelo Buonarroti. Malarze przyjaźnili się ze sobą.

- W drugiej kaplicy znajduje się fresk Madonna della Lettera Pomaranciego z 1654 oraz inne ze szkoły Pinturicchia. Alegoryczna sybilla przypisywana jest Baltazarowi Peruzziemu.

- W trzeciej Ofiarowanie Najświętszej Maryi Panny, Zwiastowanie, Niepokalane poczęcie autorstwa Michelangelo Cerrutiego.

- Autorem fresku na sklepieniu czwartej kaplicy jest Giorgio Vasari. Chociaż brak jest grobowca, tradycja utożsamia tę kaplicę jako miejsce pochówku Beatrice Cenci, straconej w 1599 roku. Zamordowała ona swojego ojca, który wykorzystywał ją seksualnie.

- Sufit piątej kaplicy (kaplica del Monte) zdobi fresk przedstawiający Nawrócenie św. Pawła Vasariego. Obraz w nastawie ołtarzowej przypisywany jest Giulio Mazzoniemu. Nagrobki kardynała Innocenzo Ciocchi del Monte i Roberto de’ Nobiliego zaprojektował Bartolomeo Ammanati.

- Ołtarz główny. Do 1797 w ołtarzu głównym znajdował się obraz Rafaela Przemienienie Pańskie. Obecnie w zbiorach Pinakoteki Watykańskiej. W ołtarzu znajduje się obecnie kopia Ukrzyżowania św. Piotra Guido Reniego namalowana przez Vincenzo Camucciniego.

- W ostatniej kaplicy po lewej stronie znajduje się obraz Chrzest Chrystusa przypisywany Daniele Ricciarelliemu. Autorem stiuków i fesków zdobiących sufit jest Giulio Mazzoni.

- Autorem Złożenia do grobu (1617) w Kaplicy Piety po lewej stronie jest caravaggionista utrechcki Dirck van Baburen. Pozostałe dwa dzieła przypisywane są Van Baburenowi, bądź Dawidowi de Haen, z którym artysta współpracował (Wyszydzenie Chrystusa i Chrystus w Ogrójcu).

- W trzeciej kaplicy po lewej stronie znajduje się fresk Św. Anna z Dziewicą i Dzieciątkiem autorstwa ucznia Antoniazzo Romano.

- Druga kaplica po lewej stronie − Cappella Raimondi − została zaprojektowana przez Berniniego. W kaplicy znajduje się Ekstaza św. Franciszka z Asyżu Francesco Baratty z 1640 oraz inne rzeźby Andrea Bolgi i Niccolò Sale.

- W pierwszej kaplicy po lewej stronie znajduje się przedstawienie Stygmatyzacji św. Franciszka z Asyżu, którego autorem jest Giovanni De Vecchi.

## Kardynałowie prezbiterzy
Kościół San Pietro in Montorio jest jednym z kościołów tytularnych nadawanych kardynałom-prezbiterom (Titulus Sancti Petri in Monte Aureo). Tytuł ten został ustanowiony 13 kwietnia 1587 roku.
- Costanzo Torri (1587–1595)
- Guido Pepuli (1596–1599)
- Domenico Toschi (1599–1604)  (1610–1620)
- Anselmo Marzato (1604–1607)
- Maffeo Barberini (1607–1610)
- Cesare Ghepardi (1621–1623)
- Giovanni Doria (1623–1642)
- Gil Carrillo de Albornoz (1643–1649)
- Camillo Astalli-Pamphili (1650–1663)
- Celio Piccolomini (1664–1681)
- Marco Galli (1681–1683)
- Leandro Colloredo (1686–1689)
- Johann von Goëss (1689–1696)
- Domenico Maria Corsi (1696–1697)
- Baldassare Cenci (1697–1709)
- Antonio Francesco Sanvitale (1709–1714)
- Bernardino Scotti (1716–1726)
- Marco Antonio Ansidei (1728–1729)
- Francesco Borghese (1729–1732)
- Vincenzo Bichi (1732–1737)
- Joseph Dominicus von Lamberg (1740–1761)
- vacat (1761–1782)
- Leopold Ernst von Firmian (1782–1783)
- vacat (1783–1819)
- Rudolf Johann Habsburg (1819–1831)
- vacat (1831–1839)
- Antonio Tosti (1839–1866)
- Paul Cullen (1866–1878)
- Francisco de Paula Benavides y Navarrete (1879–1895)
- Ciriaco Sancha y Hervás (1895–1909)
- Enrique Almaraz y Santos (1911–1922)
- Enrique Reig y Casanova (1922–1927)
- Felix-Raymond-Marie Rouleau (1927–1931)
- Isidro Gomá y Tomás (1935–1940)
- Enrique Pla y Deniel (1946–1968)
- Arturo Tabera Araoz (1969–1975)
- Aloísio Lorscheider (1976–2007)
- James Stafford (2008-nadal)